# 滑河駅
滑河駅（なめがわえき）は、千葉県成田市猿山にある、東日本旅客鉄道（JR東日本）成田線の駅である。

## 歴史
- 1897年（明治30年）12月29日：成田鉄道（初代）成田 - 当駅間開業により開設[1]。旅客・貨物取扱[2]。
- 1898年（明治31年）2月3日：成田鉄道当駅 - 佐原間延伸開業[1]。
- 1920年（大正9年）：木造駅舎完成。
  - 9月1日：成田鉄道が買収され、鉄道省の駅となる[1]。
- 1971年（昭和46年）4月1日：貨物取扱廃止[2]。
- 1987年（昭和62年）4月1日：国鉄分割民営化に伴い、東日本旅客鉄道（JR東日本）の駅となる[1]。
- 2005年（平成17年）2月11日：84年間使われた木造駅舎から、RC造駅舎へ改築。
- 2009年（平成21年）3月14日：ICカード「Suica」の利用が可能となる[3]。東京近郊区間に組込まれる[3]。
- 2011年（平成23年）3月10日：当駅構内にて、貨物列車の脱線事故が発生する[4]。

## 駅構造
相対式ホーム2面2線を有する地上駅。駅舎側が2番線、跨線橋を渡った方が1番線となっている。かつては中間に通過線があったが、撤去された。
JR東日本ステーションサービスが受託する業務委託駅（成田統括センター（成田駅）管理）。簡易Suica改札機、近距離乗車券の自動券売機、乗車駅証明書発行機が設置されている。
待合室はガラス張りで近代的な造りになっている。トイレは多機能トイレを併設した男女別水洗式である。旧駅舎だった頃は男女共用汲取り式であった。駅前ロータリーに隣接して駐輪場が整備されている。

### のりば
駅舎側のホームが2番線となっており、反対側が1番線である。
| 番線 | 路線    | 方向 | 行先                      | 備考             |
| ---- | ------- | ---- | ------------------------- | ---------------- |
| 1    | ■成田線 | 下り | 佐原・鹿島神宮 / 銚子方面 | 行違い時のみ     |
| 2    | ■成田線 | 下り | 佐原・鹿島神宮 / 銚子方面 | 通常はこのホーム |
| 2    | ■成田線 | 上り | 成田・千葉・東京方面      |                  |

（出典：JR東日本:駅構内図）
- 当駅で停車列車同士が行違いを行う場合は、上りを駅舎側2番線、下りを1番線に停車する。
- 停車列車と通過列車が行違う際も上りを駅舎側2番線、下りを1番線を使用する。
- 当駅で行違いを行わない場合は、上下共に駅舎側2番線に停車する。
- ホームは8両編成までに対応する。貨物列車の行違いのため、線路有効長はかなり長い。
- かつて上り方面からの列車は1・2番線どちらも入線可能だったが、1番線側の上り列車用場内・出発信号機が撤去されたため、現在上り列車は全て2番線側に入線・出発する。

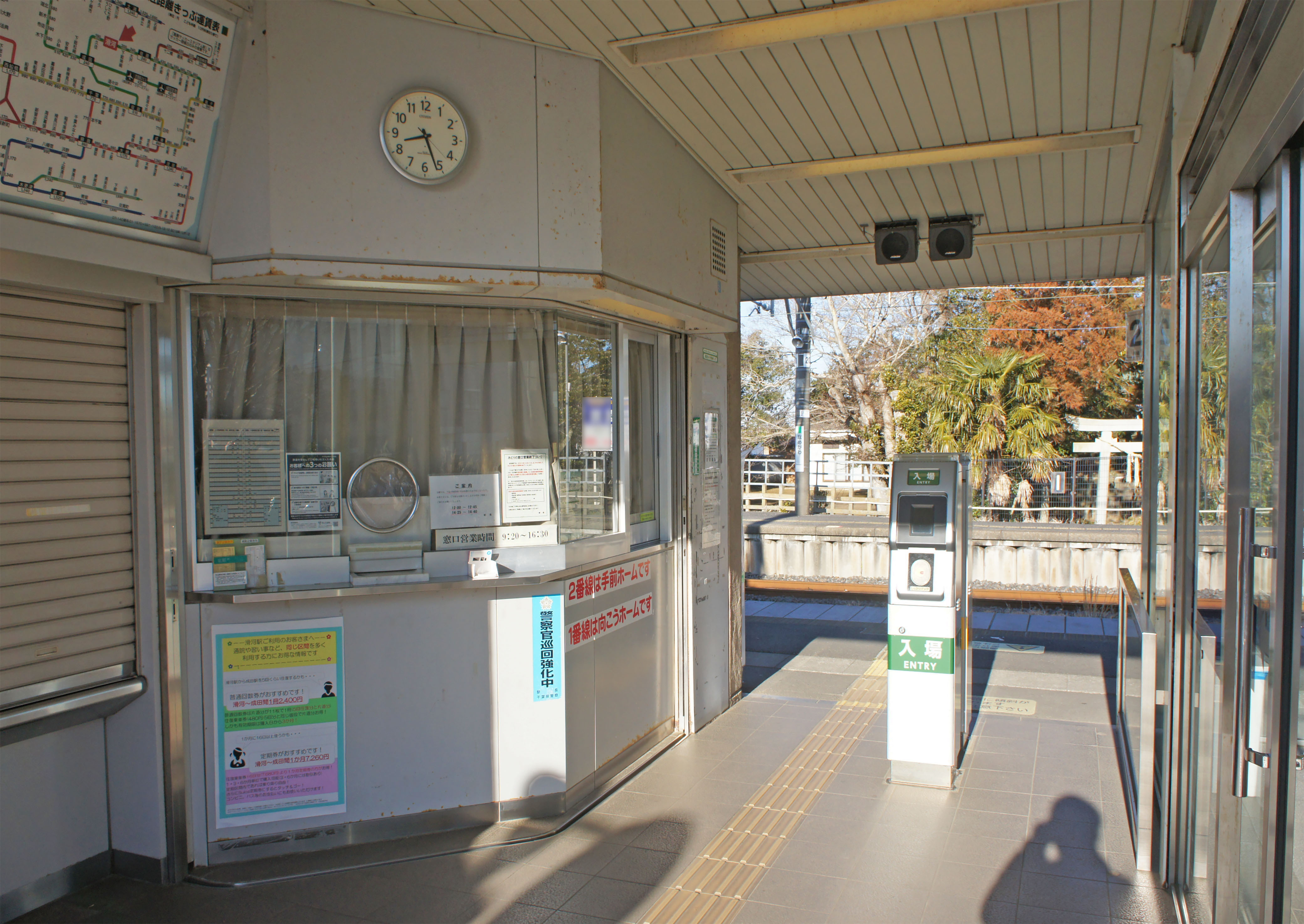
改札口（2022年2月）
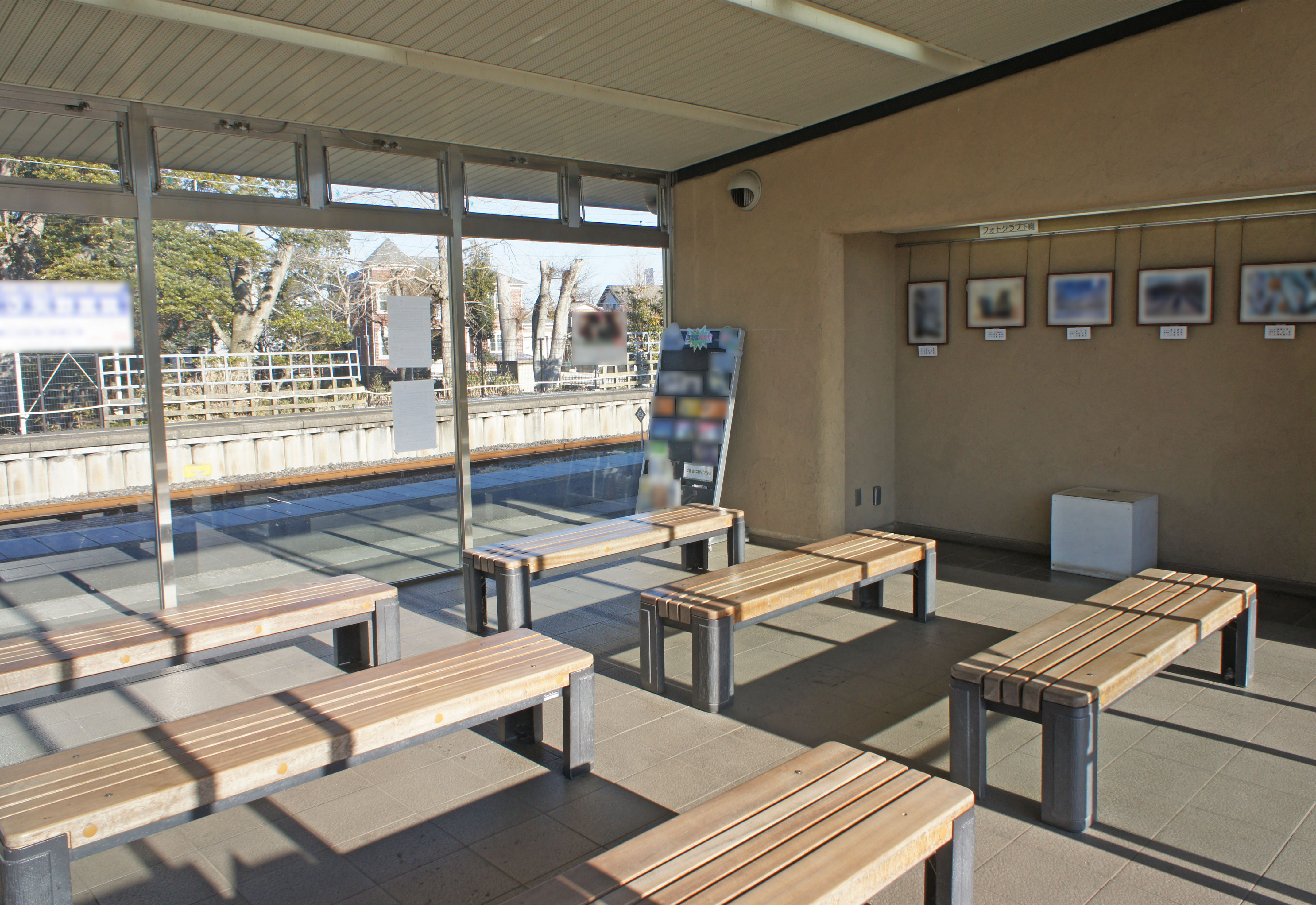
待合室（2022年2月）
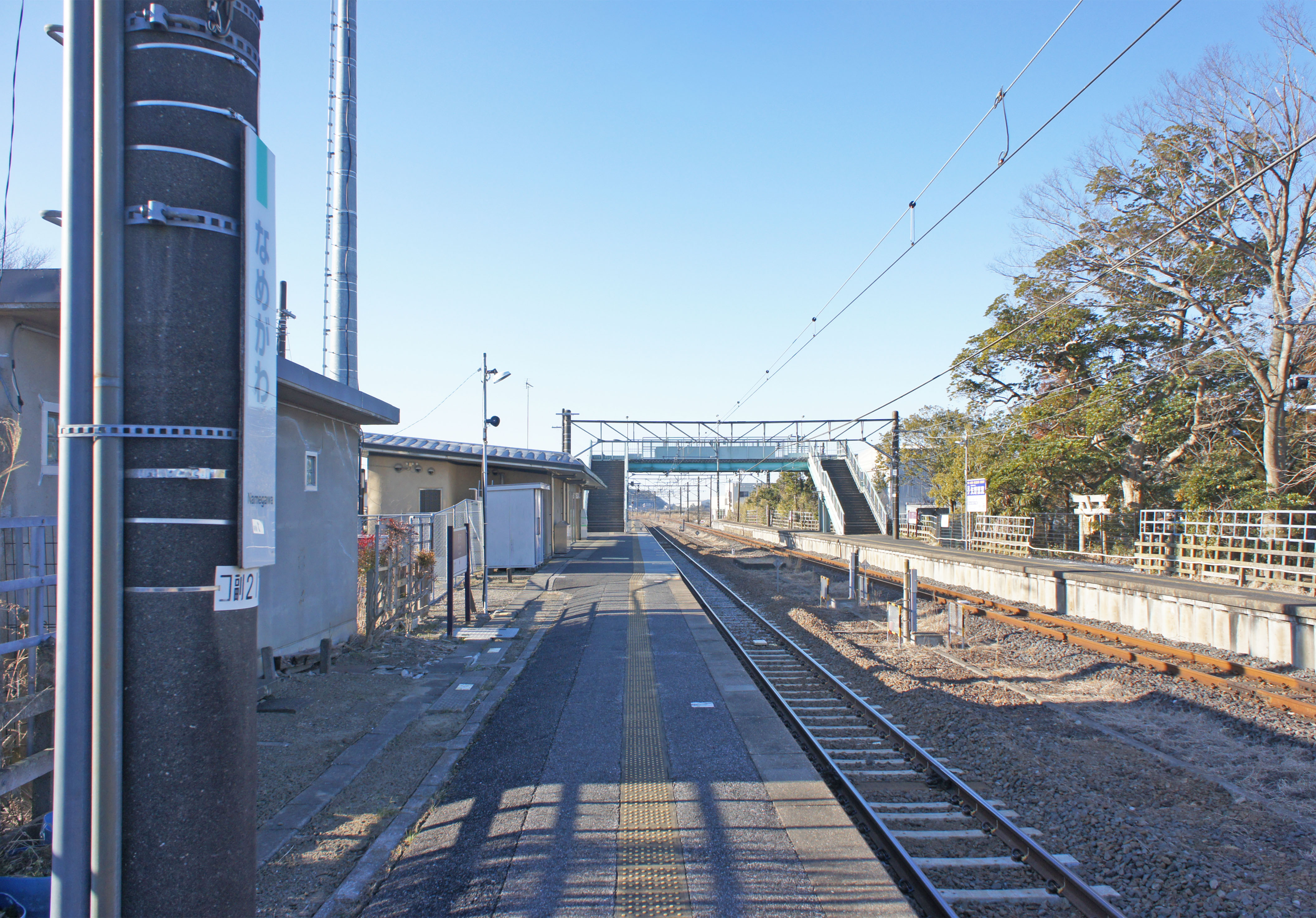
駅ホーム（2022年2月）

## 利用状況
2023年（令和5年）度の1日平均乗車人員は573人である。
JR東日本および千葉県統計年鑑によると、近年の1日平均乗車人員の推移は以下の通り。
| 年度               | 1日平均 乗車人員 | 出典     |
| ------------------ | ---------------- | -------- |
| 1990年（平成02年） | 1,329            | [ * 1 ]  |
| 1991年（平成03年） | 1,315            | [ * 2 ]  |
| 1992年（平成04年） | 1,376            | [ * 3 ]  |
| 1993年（平成05年） | 1,374            | [ * 4 ]  |
| 1994年（平成06年） | 1,321            | [ * 5 ]  |
| 1995年（平成07年） | 1,332            | [ * 6 ]  |
| 1996年（平成08年） | 1,350            | [ * 7 ]  |
| 1997年（平成09年） | 1,366            | [ * 8 ]  |
| 1998年（平成10年） | 1,344            | [ * 9 ]  |
| 1999年（平成11年） | 1,345            | [ * 10 ] |
| 2000年（平成12年） | 1,251            | [ * 11 ] |
| 2001年（平成13年） | 1,226            | [ * 12 ] |
| 2002年（平成14年） | 1,186            | [ * 13 ] |
| 2003年（平成15年） | 1,159            | [ * 14 ] |
| 2004年（平成16年） | 1,139            | [ * 15 ] |
| 2005年（平成17年） | 1,100            | [ * 16 ] |
| 2006年（平成18年） | 1,063            | [ * 17 ] |
| 2007年（平成19年） | 1,057            | [ * 18 ] |
| 2008年（平成20年） | 1,037            | [ * 19 ] |
| 2009年（平成21年） | 998              | [ * 20 ] |
| 2010年（平成22年） | 985              | [ * 21 ] |
| 2011年（平成23年） | 1,028            | [ * 22 ] |
| 2012年（平成24年） | 973              | [ * 23 ] |
| 2013年（平成25年） | 984              | [ * 24 ] |
| 2014年（平成26年） | 948              | [ * 25 ] |
| 2015年（平成27年） | 947              | [ * 26 ] |
| 2016年（平成28年） | 927              | [ * 27 ] |
| 2017年（平成29年） | 874              | [ * 28 ] |
| 2018年（平成30年） | 853              | [ * 29 ] |
| 2019年（令和元年） | 809              | [ * 30 ] |
| 2020年（令和02年） | 586              |          |
| 2021年（令和03年） | 608              |          |
| 2022年（令和04年） | 610              |          |
| 2023年（令和05年） | 573              |          |

## 駅周辺
- 利根川・常総大橋
- 千葉県道207号滑河停車場線
- 千葉県道103号江戸崎下総線

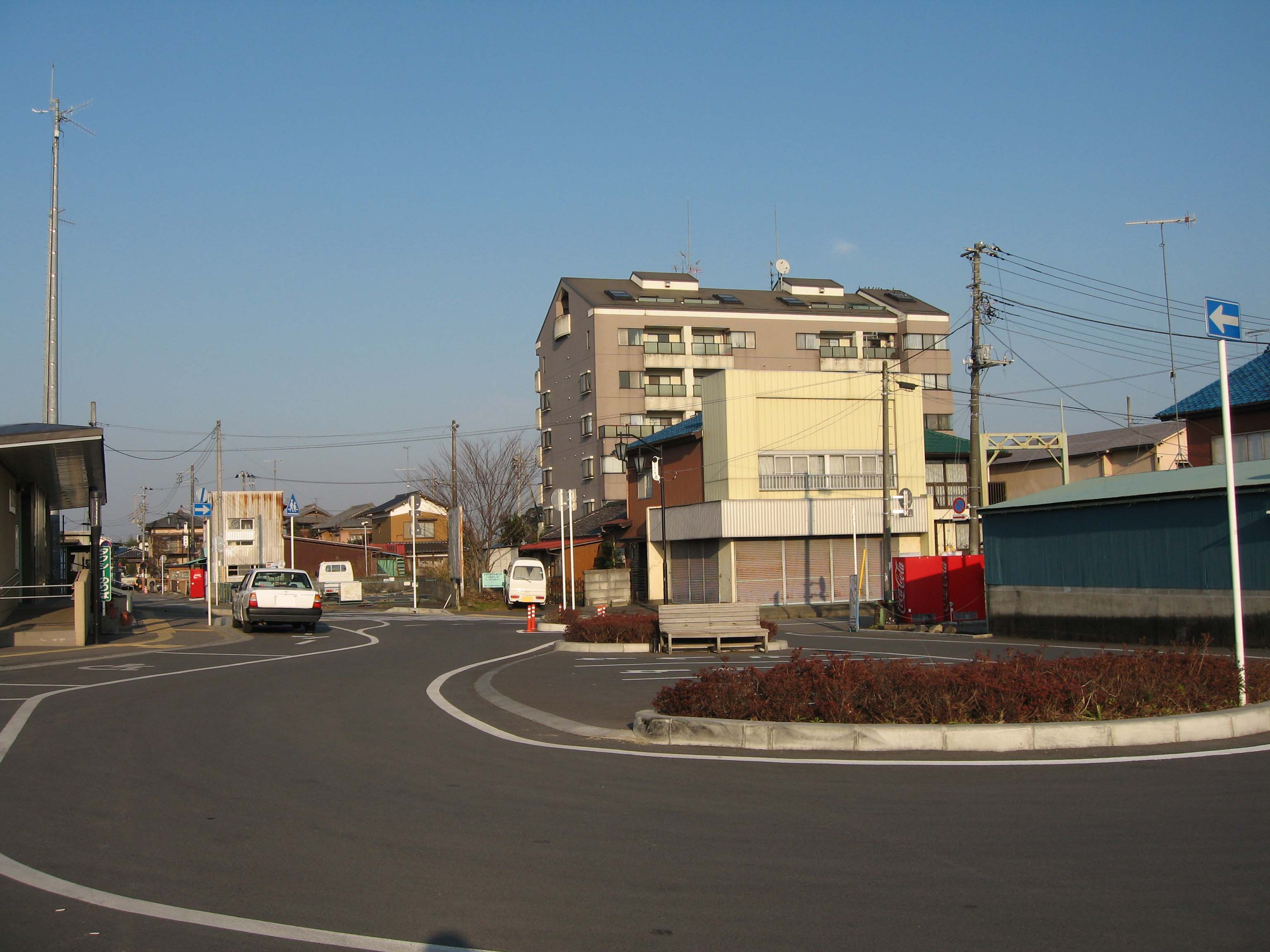
駅前ロータリー（2007年1月）

- 利根川対岸に位置する茨城県河内町の最寄り駅

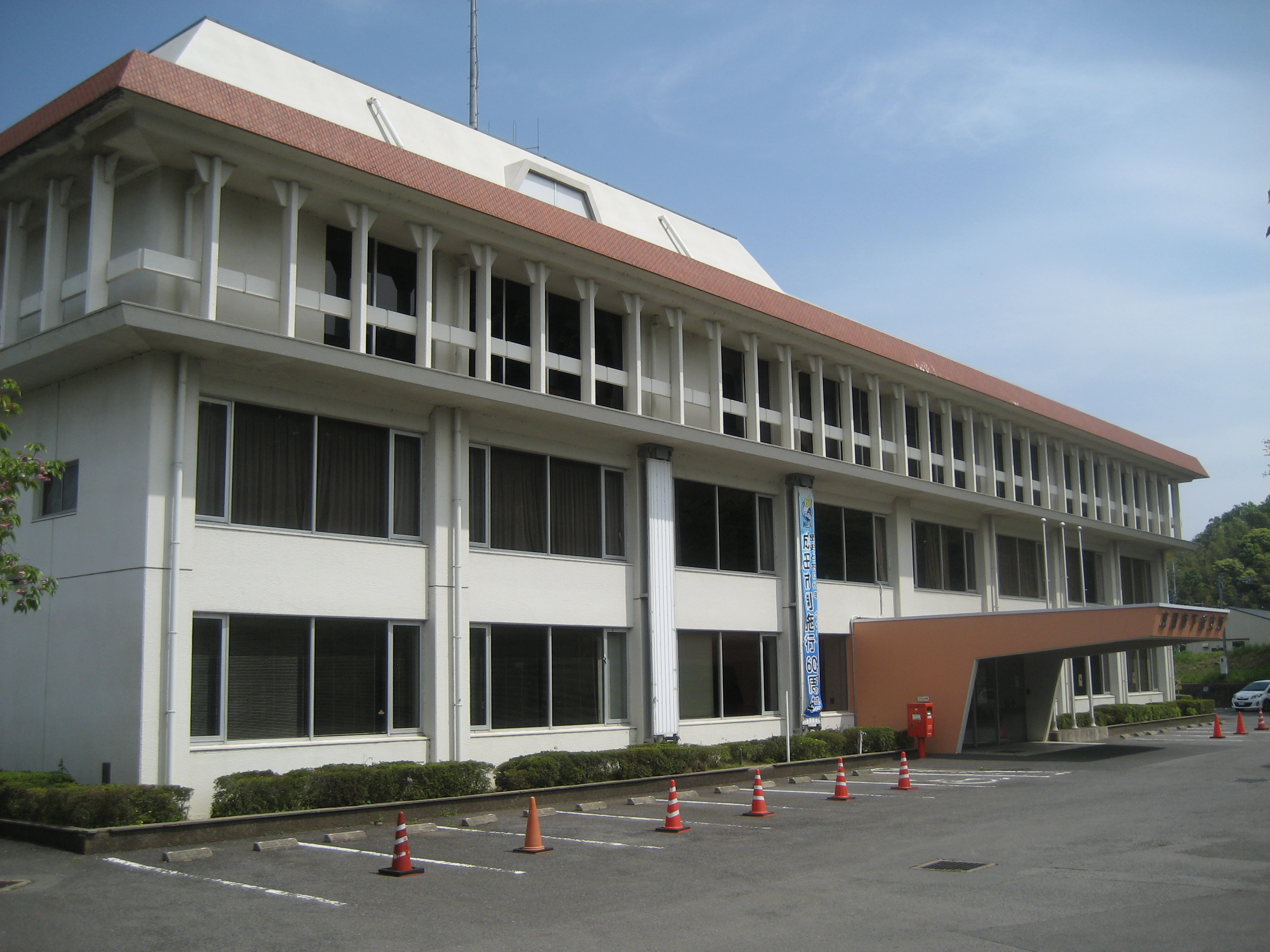
成田市役所下総支所（旧・下総町役場）
- 下総郵便局
- 佐原信用金庫下総支店
- 下総運動公園
  - 下総運動公園野球場
  - 下総歴史民俗資料館
- 下総親水公園
- 龍正院（滑河観音）
- 千葉県立下総高等学校
- 成田市立下総みどり学園
- 北総交通タクシー滑河営業所
- ヤックスドラッグ下総店
- コメリ下総店
- フレッシュなりたや下総滑川店
成田ゆめ牧場（無料送迎バスで約5分）
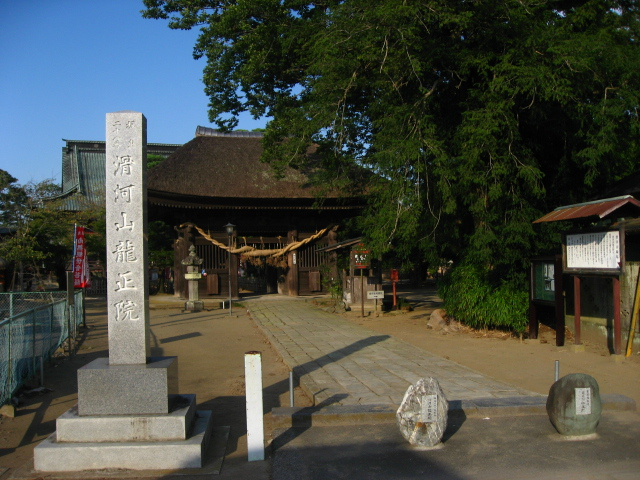
龍正院（滑河観音）

- 成田市役所下総支所庁舎
- 成田ゆめ牧場
- 龍正院（滑河観音）

## バス路線
「滑河駅前」停留所にて、成田市コミュニティバスの路線が発着する。
- 水掛ルート：保健福祉館行
- しもふさ循環：滑河駅前行

## 隣の駅
東日本旅客鉄道（JR東日本）
■成田線
久住駅 - 滑河駅 - 下総神崎駅

#### 利用状況に関する資料
1. ↑  千葉県統計年鑑 - 千葉県
2. ↑  成田市統計書 - 成田市

JR東日本の2000年度以降の乗車人員
1. 1 2 3  各駅の乗車人員（2023年度） - JR東日本
2. ↑  各駅の乗車人員（2000年度） - JR東日本
3. ↑  各駅の乗車人員（2001年度） - JR東日本
4. ↑  各駅の乗車人員（2002年度） - JR東日本
5. ↑  各駅の乗車人員（2003年度） - JR東日本
6. ↑  各駅の乗車人員（2004年度） - JR東日本
7. ↑  各駅の乗車人員（2005年度） - JR東日本
8. ↑  各駅の乗車人員（2006年度） - JR東日本
9. ↑  各駅の乗車人員（2007年度） - JR東日本
10. ↑  各駅の乗車人員（2008年度） - JR東日本
11. ↑  各駅の乗車人員（2009年度） - JR東日本
12. ↑  各駅の乗車人員（2010年度） - JR東日本
13. ↑  各駅の乗車人員（2011年度） - JR東日本
14. ↑  各駅の乗車人員（2012年度） - JR東日本
15. ↑  各駅の乗車人員（2013年度） - JR東日本
16. ↑  各駅の乗車人員（2014年度） - JR東日本
17. ↑  各駅の乗車人員（2015年度） - JR東日本
18. ↑  各駅の乗車人員（2016年度） - JR東日本
19. ↑  各駅の乗車人員（2017年度） - JR東日本
20. ↑  各駅の乗車人員（2018年度） - JR東日本
21. ↑  各駅の乗車人員（2019年度） - JR東日本
22. ↑  各駅の乗車人員（2020年度） - JR東日本
23. ↑  各駅の乗車人員（2021年度） - JR東日本
24. ↑  各駅の乗車人員（2022年度） - JR東日本

千葉県統計年鑑
1. ↑  千葉県統計年鑑（平成3年）
2. ↑  千葉県統計年鑑（平成4年）
3. ↑  千葉県統計年鑑（平成5年）
4. ↑  千葉県統計年鑑（平成6年）
5. ↑  千葉県統計年鑑（平成7年）
6. ↑  千葉県統計年鑑（平成8年）
7. ↑  千葉県統計年鑑（平成9年）
8. ↑  千葉県統計年鑑（平成10年）
9. ↑  千葉県統計年鑑（平成11年）
10. ↑  千葉県統計年鑑（平成12年）
11. ↑  千葉県統計年鑑（平成13年）
12. ↑  千葉県統計年鑑（平成14年）
13. ↑  千葉県統計年鑑（平成15年）
14. ↑  千葉県統計年鑑（平成16年）
15. ↑  千葉県統計年鑑（平成17年）
16. ↑  千葉県統計年鑑（平成18年）
17. ↑  千葉県統計年鑑（平成19年）
18. ↑  千葉県統計年鑑（平成20年）
19. ↑  千葉県統計年鑑（平成21年）
20. ↑  千葉県統計年鑑（平成22年）
21. ↑  千葉県統計年鑑（平成23年）
22. ↑  千葉県統計年鑑（平成24年）
23. ↑  千葉県統計年鑑（平成25年）
24. ↑  千葉県統計年鑑（平成26年）
25. ↑  千葉県統計年鑑（平成27年）
26. ↑  千葉県統計年鑑（平成28年）
27. ↑  千葉県統計年鑑（平成29年）
28. ↑  千葉県統計年鑑（平成30年）
29. ↑  千葉県統計年鑑（令和元年）
30. ↑  千葉県統計年鑑（令和2年）